# Griechische Kolonisation

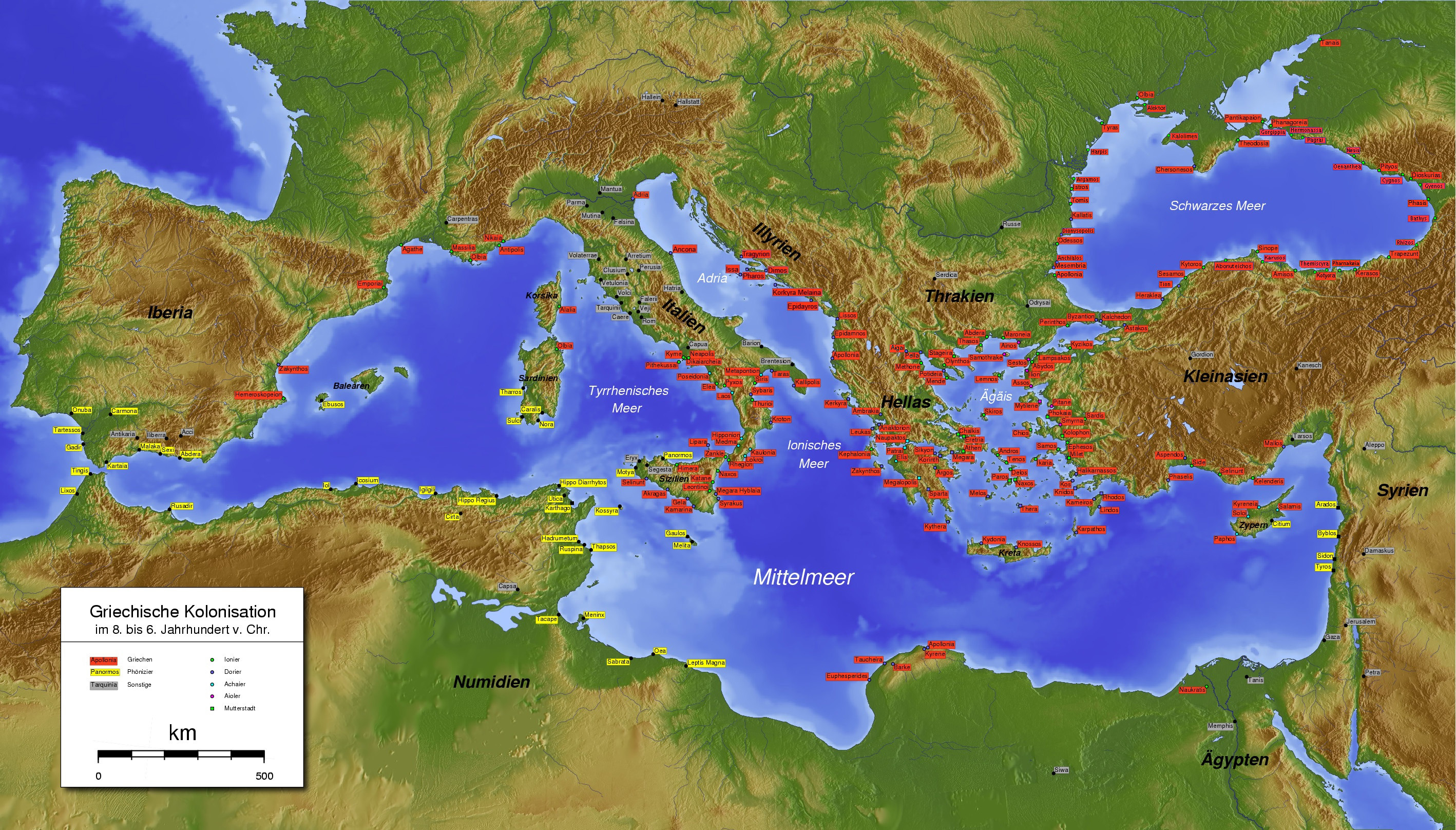
Griechische (rot) und phönizische (gelb) Kolonien im Mittelmeerraum

Der Begriff Griechische Kolonisation bezeichnet die vor und während der archaischen Periode der griechischen Antike vom griechischen Festland, der Westküste Kleinasiens und von den Inseln der Ägäis ausgehende Gründung griechischer Pflanzstädte (Apoikien). Diese waren unabhängige, selbständige Gemeinwesen (Poleis), keine Kolonien im modernen Sinne. Durch diese Städtegründungen wurden vor allem in den Küstenbereichen von Mittelmeer und Schwarzem Meer die griechische Sprache, Kultur und Polis-Ordnung verbreitet.
Derart umfassende Auswirkungen zeitigte speziell die „Große Kolonisation“ vom 8. bis ins 6. Jahrhundert v. Chr., nach deren Ende sich der griechische Siedlungsraum von Spanien bis zum Kaukasus und von Südrussland bis Ägypten erstreckte. Im 11. und 10. Jahrhundert v. Chr. vorausgegangen waren Migrationserscheinungen in nachmykenischer Zeit, die unter den Begriffen Ionische Wanderung und Ionische Kolonisation erfasst und problematisiert werden.
Die antike griechische Kolonisationsbewegung stellt ein durch anhaltende intensive Ausgrabungstätigkeit offenes und im Fluss befindliches Forschungsfeld dar. Die traditionelle Bezeichnung Kolonisation stößt dabei in der jüngeren Forschung auf Kritik. Vom neuzeitlichen Kolonialismus, der auf die Vereinnahmung auswärtiger Gebiete und die Unterwerfung von Land und Bevölkerung unter die Herrschaft expandierender Kolonialmächte zielte, ist die griechische Kolonisation ebenso zu unterscheiden wie von den römischen coloniae, die auf einem von Römern unterworfenen und besetzten Gebiet zur Herrschaftssicherung römische Bürger als Kolonisten ansetzten. Sie ist eher vergleichbar mit der von den phönizischen Stadtkönigreichen des Libanons ausgehenden Kolonienbildung in Nordafrika und an Küsten Südeuropas.
Die Folgewirkungen der Großen Kolonisation waren von kaum zu überschätzender historischer Tragweite und Vielfalt. Sie erstreckten sich auf die genannten Räume und die zugehörigen Völker; aber sie beeinflussten auch die weitere Entwicklung auf dem griechischen Festland und begründeten (zumindest nach Ansicht der älteren Forschung) unter allen Hellenen ein Bewusstsein der Zusammengehörigkeit. Auf ihm beruhte unter anderem die in dieser Zeit sich entfaltende Bedeutung zentraler Orte des Kultes und der Begegnung aller Griechen, unter denen Delphi und Olympia nachhaltig herausragen.
Während das moderne Bild der so genannten Kolonisation sehr lange stark von der Darstellung der Vorgänge durch spätere griechische Autoren wie Herodot, Thukydides und Strabon geprägt war, haben in den letzten Jahren insbesondere die Ergebnisse der Klassischen Archäologie ein neues Licht auf die Ereignisse geworfen. Viele sicher geglaubte Annahmen wurden dabei in Frage gestellt. Die Forschungsdiskussion dauert an.

## Rekonstruktionsprobleme des historischen Geschehens in archaischer Zeit
Die schriftliche Überlieferung zu Gründungs- und Entwicklungsvorgängen der griechischen Pflanzstädte im Mittel- und Schwarzmeerraum setzte erst Jahrhunderte nach den Geschehnissen ein, auf die sie sich bezog: Herodot und Thukydides fassten im fünften Jahrhundert v. Chr. zusammen, was ihnen an Überlieferung vorlag. Weitere 400 Jahre jünger, aus augustäischer Zeit, datieren die diesbezüglichen Aufzeichnungen Strabons. Für Martin Mauersberg ist die griechische Kolonisation Ergebnis einer „doppelten Konstruktion“, zu der die retrospektiven antiken Wahrnehmungen auf der ersten Ebene gehören sowie auf der zweiten die Aufnahme der Überreste des antiken Wissens durch die moderne Altertumswissenschaft in Form einer Einbettung in zeitgenössische Sinngebungsmuster. Das Grundproblem bestehe darin, dass kaum Textzeugnisse aus der Zeit der Großen Kolonisation erhalten sind und die wenigen noch verfügbaren Quellen nicht mit der Absicht „einer wirklichkeitsgetreuen Beschreibung der soziopolitischen Gegebenheiten“ verfasst worden seien.
Der große zeitliche Abstand aller Berichte zu den historischen Vorgängen selbst lassen „einen schwer abzuschätzenden Prozeß der Vereinheitlichung und Rationalisierung älterer Traditionen vermuten“, der ein womöglich differenzierteres Bild der tatsächlichen Entwicklungen verdecken mag. Archäologische Forschungen widersprechen etwa der verbreiteten Annahme, dass eine durch Übervölkerung und Landnot bedingte ökonomische Krise als Hauptursache der Kolonisationsbewegung anzusehen sei. Korinth etwa, Mutterstadt zahlreicher Kolonien, dürfte das besagte Problem nicht gehabt haben; die von Solon überlieferte sozioökonomische Krise Athens in archaischer Zeit wiederum führte nicht zur Schaffung von Apoikien andernorts.
Mauersberg weist in seiner Untersuchung der Quellen zur griechischen Kolonisation darauf hin, dass ursprünglich der Begriff κτίσις (Gründung) als Bezeichnung für die jeweilige Neuansiedlung der Migrierten üblich war. Erst in klassischer Zeit mit permanenten innergriechischen Konflikten sei der Begriff ἀποικία (Apoikie im Sinne von Aussiedlung fern der Mutterstadt) in den Vordergrund gerückt. Dabei ging es laut Mauerberg um mehr als eine identitätsstiftende Funktion; Apoikie beinhaltete die Vorstellung einer politischen Verbindung zwischen Mutterstadt und Pflanzstadt und konnte so der ideologischen Unterfütterung von Machtansprüchen griechischer Poleis dienen.

## „Ionische Kolonisation“
Solche für die Große Kolonisation gegebenen Rekonstruktionsprobleme bestehen in noch höherem Maße für den Zeitraum davor. Der Zusammenbruch der mykenischen Palastzivilisation um 1200 v. Chr., der in Griechenland vielerorts zu Auflösungserscheinungen und Bevölkerungsrückgang führte (siehe auch Zusammenbruch der Bronzezeit), hatte eine Reorganisation der Sozialstrukturen und die Migration von Personengruppen zur Folge, die in ihrem bisherigen Siedlungsumfeld keine Zukunftsperspektive sahen. In diesen Zeitraum der sogenannten Dunklen Jahrhunderte fielen auch sprachliche Transformationsprozesse und die Ausbildung der griechischen Dialekte. In spät- und nachmykenischer Zeit vollzog sich laut Karl-Wilhelm Welwei in einem Attika und viele Ägäis-Inseln umfassenden Großraum auf der Basis südmykenischer Idiome die Bildung der attisch-ionischen Dialektgruppe, womöglich in einem Prozess wellenförmiger Ausbreitung.
Umfängliche Wanderungsbewegungen in organisierter Form, wie sie der Begriff der Ionischen Kolonisation nahelegt, geben die archäologischen Befunde nicht her. Örtliche Neubesiedlungen von westkleinasiatischen Gebieten dürften zum Teil von den Bewohnern ägäischer Inseln herrühren. Die Träger des dort sich verbreitenden ionischen Dialekts bildeten insgesamt keine homogene Abstammungsgemeinschaft und kamen aus mehreren Regionen. Durchgängig bevorzugt waren höher gelegene, küstennahe Orte, Halbinseln oder vorgelagerte Inseln, die gute Verteidigungsmöglichkeiten boten.
Die frühen griechischen Siedlungen in diesem Raum stellten nach 1000 v. Chr. wohl lediglich Kult- und Dorfgemeinschaften von geringer Größe mit einigen Dutzend Familien dar, noch ohne staatliche Organisation. Wie Ausgrabungen in Alt-Smyrna zeigen, wo in der zweiten Hälfte des 11. Jahrhunderts eine kleine Gruppe von griechischen Neusiedlern sich den bereits ansässigen Einheimischen zugesellte, handelte es sich hierbei wie auch andernorts um Vorgänge begrenzten Umfangs und nicht um planmäßig angelegte Siedlungen.
Ergebnis dieser frühen griechischen Migration war im kleinasiatischen Küstenbereich um 800 v. Chr. grob unterteilt ein nördlicher Streifen äolischer Zuordnung sowie zwischen Smyrna und Milet ein Mittelstück ionischer Prägung und südlich anschließend ein dorischer Abschnitt. Aus Athen, das bereits Solon als älteste ionische Stadt bezeichnet hatte, verlautete in klassischer Zeit und im Zeichen des athenischen Führungsanspruchs im Attischen Seebund eine Lesart, wonach die ursprünglich auf der Peloponnes beheimateten Ionier letztlich von Attika aus ihre Wanderung nach Kleinasien angetreten hätten. Dies findet in der neueren historischen Forschung jedoch keinen Rückhalt, wird vielmehr als Zweckpropaganda der Athener angesehen.

## Große Kolonisation
Auch die sogenannte Große Kolonisation, die etwa von der Mitte des 8. bis zur Mitte des 6. Jahrhunderts v. Chr. datiert wird (siehe Archaik), war nicht das Ergebnis zentraler Planung, für die zumindest anfangs politische Organisationsmuster und Institutionen fehlten. Bengtson sah darin vielmehr „eine unübersehbare Summe von vielfach unkontrollierbaren Einzelvorgängen, von Plänen, Versuchen, Erfolgen und Misserfolgen in bunter Reihe“. Was daraus folgt, war für ihn desto erstaunlicher: „Als die Kolonisation um die Mitte des 6. Jahrhunderts nach einer Dauer von zwei Jahrhunderten allmählich abklingt, schließt sich ein weiter Kranz blühender hellenischer Pflanzstädte fast um das ganze Becken des großen Mittelmeeres, nur im Osten haben die vorderasiatischen Großreiche die Festsetzung der Griechen an Syriens Küste verhindert.“
Wegen des großen zeitlichen Abstands der literarischen Zeugnisse zu den darin erfassten Gründungsvorgängen ist Skepsis gegenüber den einzelnen oft plausibel scheinenden inhaltlichen Darstellungen angebracht. Nach Möglichkeit sollten die archäologischen Befunde zu den gemeinten Orten und Regionen vergleichend geprüft werden. Denn die dem jeweiligen Zeithorizont zugehörigen Keramikscheiben, aufgefundenen Mauerreste, Tempel und Häuser ergeben ein von der literarischen Überlieferung teils deutlich abweichendes Bild.

### Voraussetzungen und Motive
Zu den Unabdingbarkeiten der Kolonisation im archaischen Griechenland zählten neben einer entwickelten Mobilität, von der die homerischen Epen zeugen, auch nautische Kenntnisse und das Wissen um geeignete Siedlungsplätze. Solches Wissen war den mykenischen Griechen bereits bekannt und im Kontakt mit den als Seefahrern und Händlern erfahrenen Phöniziern zugewachsen, die im westlichen Mittelmeer Handelsstützpunkte unterhielten und zum Teil dauerhaft unter den Einheimischen siedelten. In Pithekoussai (auf Ischia im Tyrrhenischen Meer), das bereits in der ersten Hälfte des 8. Jahrhunderts griechisch kolonisiert wurde, lebte man mit Phöniziern zusammen und konnte von dem profitieren, was diese über die geographischen und ethnologischen Verhältnisse an den Mittelmeerküsten erfahren hatten. Die Expansionsrichtung der Großen griechischen Kolonisation, die sich hauptsächlich auf den Westen und Norden der Mittelmeerwelt konzentrierte, erklärt sich wesentlich aus dem Fehlen einer politischen Macht dort, die wie das Assyrerreich im Osten unterbindend hätte wirken können.
Die Motive der Kolonisten mögen während des 200-jährigen Zeitraums von Fall zu Fall variiert haben. Mitunter kann ein Teilexodus als Lösung von Streit in der Bürgerschaft eine Rolle gespielt haben, vielfach auch Handelsinteressen: „So hatten die wichtigsten Mutterstädte (Chalkis, Eretria, Korinth, Megara, Milet, Phokaia) anscheinend starke Handelsinteressen.“ Händler informierten über geeignete Orte für eine Koloniegründung; bekannte Seeverbindungen und Nachschubmöglichkeiten erklären, warum es vielfach entlang der Handelsrouten zu Neuansiedlungen kam.
Als wesentlicher Motor des Kolonisationswesens ist aber vor allem eine Bevölkerungszunahme anzusehen, die bei der Kleinräumigkeit vieler griechischer Poleis zu Landnot führte. Aufgrund der von Händlern verbreiteten Informationen wurde es in dieser Lage möglich, „die vom Bevölkerungsdruck hervorgerufenen sozialen Spannungen durch die Suche nach Land in der Fremde abzubauen – und so einen inneren Umsturz zu verhindern: Die Stadt organisierte dazu eine Koloniegründung. Die Entdeckung, dass Land im Bereich der Kolonien ausreichend zur Verfügung stand, wird ein Wachstum der Bevölkerung und dies wiederum noch mehr Koloniegründungen hervorgerufen haben; viele Städte sandten binnen einer Generation sogar mehrmals Kolonisten aus.“

### Typische Verlaufsformen einer Kolonisation

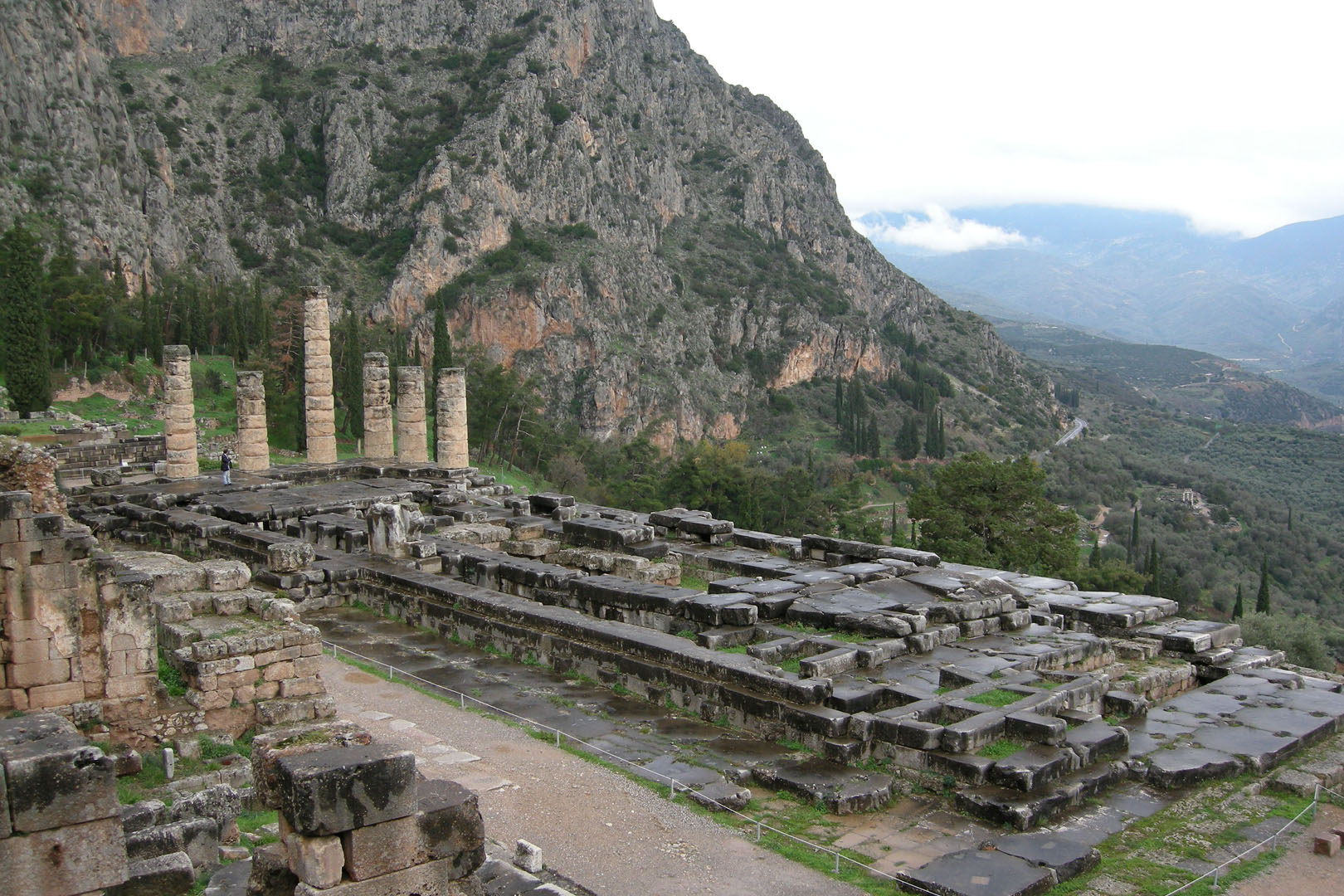
Ruinen des Apollon-Tempels in Delphi, der Schutzgottheit der Neugründungen

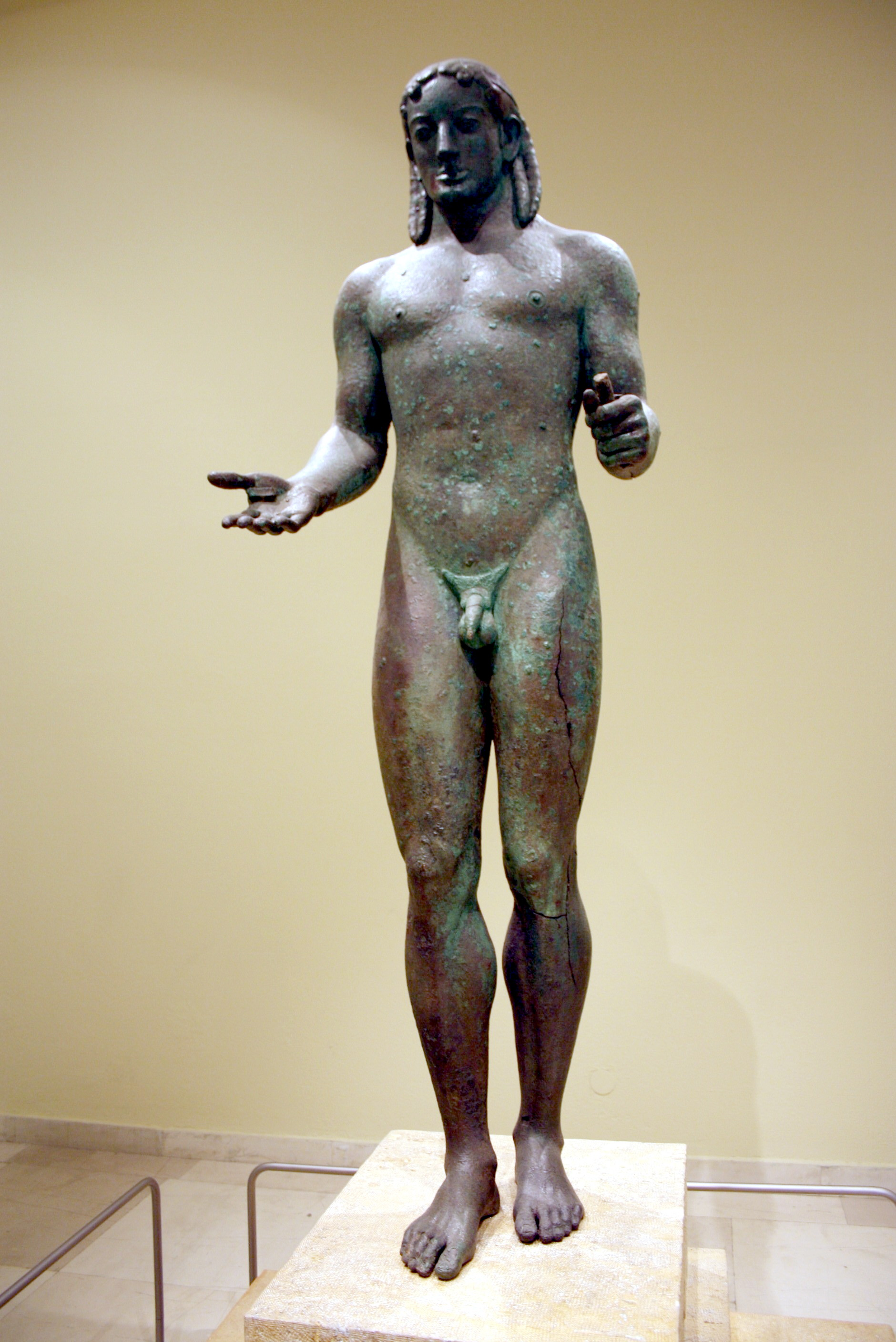
Der „Piräus-Apoll“ aus dem 6. Jahrhundert v. Chr.; Bronze-Statue aus dem Archäologischen Museum von Piräus.

Zu den vorbereitenden Maßnahmen des Kolonisationsunternehmens gehörte zumindest teilweise die Befragung des Delphischen Orakels. Dessen Weihegott Apollon wurde so auch zur Schutzgottheit der Neugründungen. Die in Delphi sich ansammelnden Informationen über Vorhaben und Schwierigkeiten der Aussiedlung konnten die Orakelstätte zu einer Art Koordinationszentrum der Großen Kolonisation werden lassen. Die Quellenlage auch dazu ist jedoch dürftig. Von etwa 170 aus klassischer Zeit erhaltenen Äußerungen über Apoikien enthalten nur 16 Hinweise auf ein Orakel. Auf Delphi bezogene konkrete Angaben datieren relativ spät; die Korrektheit der zitierten Orakelsprüche ist entsprechend ungewiss.
Die eigentliche Leitung einer Kolonisation lag, wie es den Sozialstrukturen der archaischen Zeit entsprach, regelmäßig in der Hand eines Adligen, der als Oikist (oder auch Archeget) das Kommando über seine Weggefährten (Hetairoi) hatte, die Regeln für das Zusammenleben in der Apoikie vorgab und für die Landverteilung vor Ort zuständig war. Etwa 200 Auswanderer, die aber nicht alle aus demselben Bürgerverband stammen mussten, wurden nach Oswyn Murray für eine Neugründung benötigt. In der Regel dürfte es sich um unverheiratete waffenfähige Männer gehandelt haben. Der Aufruf zur Sammlung eines Auswandererkontingents dürfte sich öfters an die Bürger mehrerer Poleis zugleich gerichtet haben. Damit wäre zu erklären, dass beispielsweise Chalkis, Eretria, Megara oder Milet innerhalb weniger Jahrzehnte mehrere Kolonistenzüge aussandten. In Erwartung möglicher gewaltsamer Konflikte mit der einheimischen Vorbevölkerung im Zielgebiet dürfte man auf die Mitnahme von Frauen zunächst verzichtet haben. Nach überstandener Gründungsphase konnten diese nachgeholt werden, wenn nicht einheimische Frauen geheiratet wurden.
Mutterstadt der Apoikie war diejenige Gemeinde, die den Oikisten und die Schiffe stellte. Von ihr wurden der Kult und diverse Organisationsweisen des Zusammenlebens anfangs übernommen. Formalrechtlich waren die Apoikien von den Mutterstädten unabhängig, bildeten eine neue, gesonderte Bürgerschaft und entwickelten teils auch ein eigenes Brauchtum, beispielsweise im Bestattungswesen. Auf den Auswandererschiffen hatten nicht nur die Siedler Platz, sondern es wurde auch eine erste Grundausstattung an Saatgut, Vieh, Geräten und Waffen mitgeführt sowie für kultische Zwecke Feuer und Erde aus der Mutterstadt. Zu den Aufgaben des Oikisten gehörte bald nach der Landnahme die Errichtung von Heiligtümern an einem geeigneten Ort, bevorzugt an markanten höhergelegenen Plätzen, die als sakraler Bereich abgegrenzt und befestigt wurden.
Für die Ortswahl bei Neugründungen besonders wichtig war die Verteidigungsfähigkeit. Landzungen, vorgelagerte Inseln und nutzbares Land zwischen zwei Flussmündungen wurden bevorzugt. Man suchte nach Arealen mit sicheren Anlegeplätzen, hinreichender Wasserversorgung und fruchtbarem Umland. Waren die Festlegungen für Kultzentren und öffentliche Versammlungsorte von Bürgerschaft und Rat getroffen, organisierte der Oikist die Landverteilung an die Kolonisten. Neben Umsetzungsmodalitäten, die für Gleichförmigkeit und Gleichartigkeit der zur Verteilung anstehenden Landlose sprechen, mögen auch gesonderte Zuweisungen an den Oikisten und andere Privilegierte eine Rolle gespielt haben.
Die Interaktion von Ankömmlingen und Einheimischen führte zu unterschiedlichen Ergebnissen. Mitunter wurden Vorbewohner vertrieben, andernorts wurden sie unterworfen und versklavt. Auch freiwillige Unterordnung unter die Einwanderer soll vorgekommen sein, die den Ansässigen mit Nahrungsmittelversorgung und militärischem Schutz entgolten worden sei.

### Mutterstädte und Schwerpunktregionen für Apoikien
Von 81 griechischen Poleis – sie machen etwa 8 Prozent der überlieferten Poleis aus – ist bekannt, dass sie als Metropolis bzw. Mutterstadt zu Zeiten der Großen Kolonisation gewirkt haben. Einzeln oder zu mehreren betrieben sie die Gründung Hunderter Pflanzstädte, von denen einige wiederum selbst zur Metropolis wurden. Als die „Mutterstadt“ schlechthin ist Chalkis auf Euböa anzusehen. Vom Stützpunkt Pithekoussai aus haben etwa um 750 v. Chr. Chalkidier die älteste griechische Siedlung Kyme (Cumae in Italien) gegründet. Auch bei der griechischen Kolonisierung Siziliens war Chalkis Vorreiter. Die Gründung von Naxos hat Thukydides auf 734 v. Chr. datiert; bald darauf folgten die Besiedlung von Ortygia, der Urzelle der späteren korinthischen Pflanzstadt Syrakus, sowie die Kolonien Leontinoi, Zankle (Messina) und Rhegion. Auch die etwas spätere Besiedlung der Inseln und Vorgebirge im Bereich der Nordägäis war so stark von Chalkidiern bestimmt (Chalkis gründete hier 32 Pflanzstädte), dass die Halbinsel Chalkidike nach ihnen benannt wurde. Die Kolonisation der Insel Thasos und seiner Peraia erfolgte etwa 680 v. Chr. durch Bewohner der Insel Paros.
An der Südküste Siziliens wurde von Rhodos aus die Pflanzstadt Gela errichtet, die später weiter westlich ihrerseits Akragas gründete, das an Glanz und Prachtentfaltung bald die Mutterstadt überbot. Im äußersten Westen der Insel blieben unterdessen die Phönizier vorherrschend, wie auch an der nordafrikanischen Küste, auf Sardinien und den Balearen.
Während auf Sizilien nur an den Küstenstreifen kolonisiert wurde und das Binnenland der Vorbevölkerung überlassen blieb, geriet ganz Süditalien in die Hand griechischer Kolonisten vor allem aus Achaia und Lokris beiderseits des Golfs von Korinth. „So wuchs um den Busen von Tarent eine Fülle von Siedlungen empor, jede, auch die kleinste Küstenebene wurde ausgenutzt, und als an der Ostküste kein Land mehr zu vergeben war, drangen die Griechen quer durch Italien zum Westmeer vor, an dessen Ufer von Rhegion (Reggio Calabria) bis Poseidonia (Paestum) sich ein Kranz blühender hellenischer Pflanzstädte zusammenschloß. Kroton, Sybaris und Metapont waren Gründungen achäischer Siedler, Lokroi Epizephyrioi zeigt in dem Namen die Herkunft seiner Siedler aus Lokris an. Tarent (um 700 v. Chr.) von den sagenhaften Partheniern gegründet blieb die einzige spartanische Kolonie überhaupt. […] Neben Ionien ist es vor allem das unteritalische Griechentum und in ihm das achäische Element aus der Peloponnesos, das im 6. Jahrhundert als politisch und kulturell führend in der griechischen Geschichte hervortritt.“
Für die Hellenen Unteritaliens wurde im Zusammenhang mit den dort als Kolonisten hervorgetretenen Graiern, die aus Boiotien in Mittelgriechenland stammten, die lateinische Bezeichnung „Graeci“ geprägt. Ganz Unteritalien wurde seit dem 6. Jahrhundert v. Chr. als „Großgriechenland“ (Megalê Hellas) bezeichnet, woraus sich für die Römer der Begriff Magna Graecia ergab.
Bei der planvollen Kolonisation hervorgetan hat sich von den kleinasiatisch-ionischen Städten vor allem Milet (ab spätestens dem 7. Jahrhundert v. Chr.) mit etwa 70 Kolonien im Schwarzmeergebiet, darunter Apollonia Pontike, Sinope, Trapezous (Trabzon), Odessos (Warna) und Olbia, mit der Gründung von Kyzikos an der Propontis und von Naukratis in Ägypten, das, unterstützt von Pharao Psammetich I., zu Glanz und Blüte gelangte. Die milesischen Kolonien am Südrand des Schwarzen Meeres sind bis auf Sinope kaum erforscht. Am Westufer des Schwarzen Meeres ist das bereits ab 1914 systematisch ausgegrabene Histria am Sinoë-See sehr gut erforscht.
Von den Ionischen Inseln aus, namentlich von Kerkyra, das sich 665 v. Chr. von seiner Mutterstadt Korinth löste, wurden Kolonisten zur illyrischen Küste und nach Unteritalien entsandt, die hier schon ältere Handelsniederlassungen der Ionier und Karer aus Kleinasien vorfanden. Vom Ostrand des Mittelmeers drangen Seeleute von Phokaia bis nach Korsika und an die Küste Galliens vor, wo Massalia (Marseille) Mittelpunkt ihrer Handelsplätze wurde, darunter bald auch Nikaia (Nizza). Von Massalia aus steuerten die Griechen auch Spanien an, gründeten die Pflanzstädte Emporion, Hemeroskopeion, Mainake sowie Hepta Adelphia und machten den phönizischstämmigen Karthagern die Herrschaft über den Handel streitig.
Weitere Kolonisationsunternehmen führten die Griechen unter anderem zur Gründung von Aspalathos in Dalmatien und Epidamnos sowie Apollonia in Albanien, von Byzantion am Bosporus sowie von Dioskurias und Mesambria im Schwarzmeergebiet. Von Thera aus wurde die Pflanzstadt Kyrene in Nordafrika angelegt, die sich unter der Herrschaft der Gründerdynastie der Battiaden rasch entwickelte und zu einem mächtigen Reich wurde, das sich gegen Ägypten behauptete.

## Bedeutung

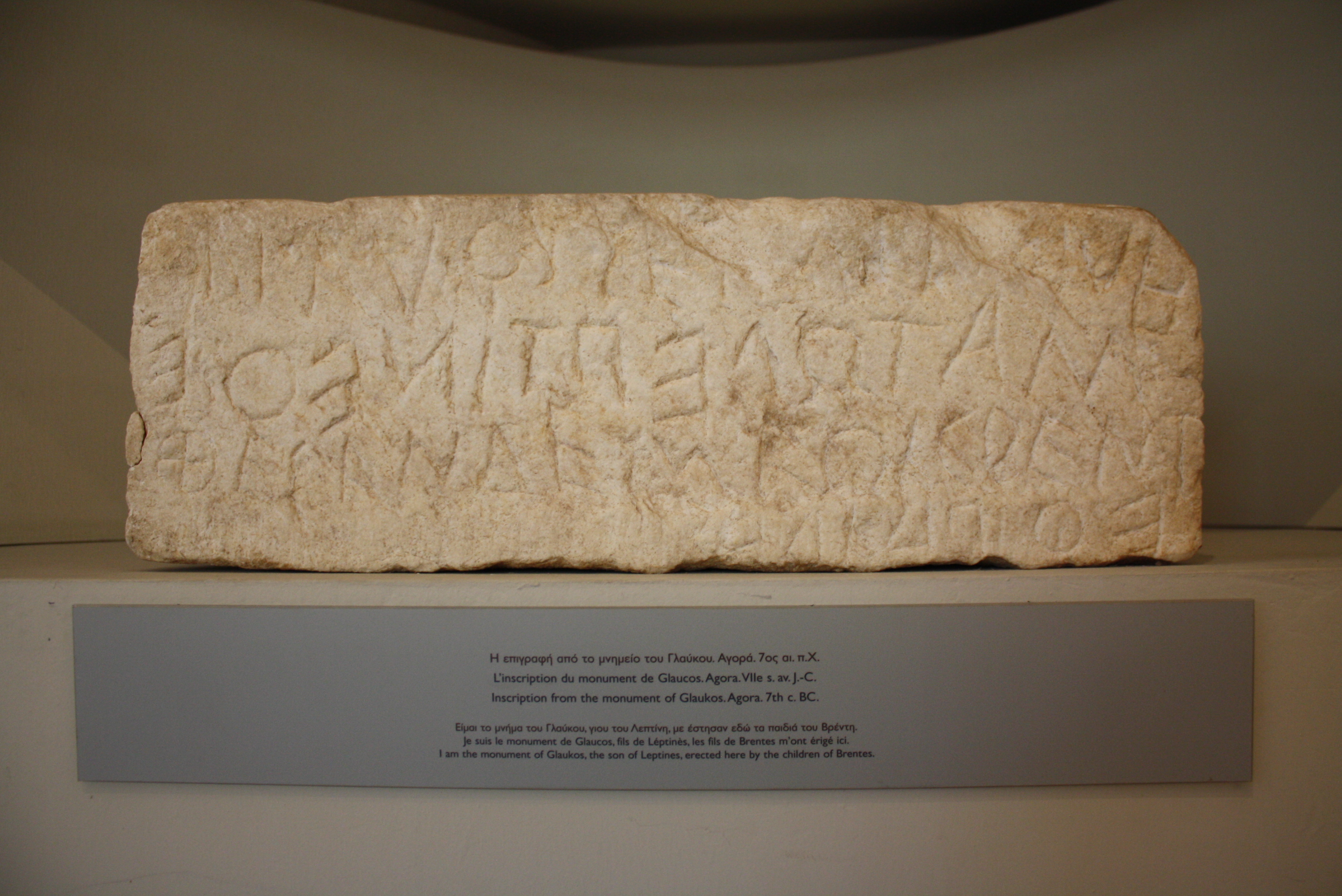
Die Inschrift vom Monument des Glaukos auf der Insel Thasos ehrt einen Anführer, der gemeinsam mit dem Dichter Archilochos an der Kolonisierung der Insel teilnahm, und sicherte dort über Jahrhunderte die Erinnerung an den Oikistes der Kolonie

Nicht nur geographisch, sondern auch kulturhistorisch war die Große Kolonisation von weittragender Bedeutung. So übernahmen die Etrusker in Mittelitalien nicht allein das griechische Alphabet, sondern deckten sich auch mit griechischen Kunsterzeugnissen ein. Daher wurden ihre Grabstätten von der Archäologie anfänglich für griechisch gehalten. Auch auf die Hallstatt-Kultur, die westeuropäischen Kelten und die Skythen Südrusslands hat das Kolonisationsgriechentum kulturell eingewirkt.
Doch auch die Binnenverhältnisse der griechischen Staatenwelt gerieten mit der griechischen Kolonisation verstärkt in Bewegung. Für Welwei besteht kein Zweifel, dass die von den Oikisten bei den jeweiligen Neugründungen erprobten Regelungen für die Siedlergemeinschaft innerhalb des griechischen Kosmos kommuniziert wurden und dass sie in der damaligen Formierungsphase der Polis vielerorts Interesse fanden und Anregungen für die Ausgestaltung der eigenen Verhältnisse boten: „Dies erklärt nicht zuletzt die Vielfalt der Institutionen und die Variationsbreite ihrer Kompetenzen in den Siedlungsgebieten der Griechen.“
Zudem förderten Kolonisation und erweiterte Handelsbeziehungen das Bewusstsein der Zusammengehörigkeit aller Hellenen: „Daß der Hellenenname zuerst bei Archilochos (Mitte des 7. Jahrhunderts) erscheint, der viele Länder sah und der an der Kolonisation beteiligt war, wird schwerlich ein Zufall sein. Das von neun griechischen Städten gemeinsam erbaute Heiligtum in Naukratis (in der Zeit des Amasis, 569–526) hieß Hellenion. Weihinschriften galten den „Göttern der Hellenen“, auch dies ein Zeichen für die Bildung eines gemeingriechischen Bewußtseins in fremdem Lande.“
Große Bedeutung erlangten Delphi und sein Orakel als Zentrum einer Amphiktyonie, die 600 v. Chr. alle Staaten Mittelgriechenlands umfasste. Die delphische Priesterschaft wirkten dabei – durch Übernahme eines babylonischen Elements – auf die Vielzahl der griechischen Kalendersysteme vereinheitlichend. Der Initiative der delphischen Amphiktyonie war auch eine Konvention zu verdanken, die im Kriegsfall zum Beispiel verbot, die Wasserversorgung des Gegners zu unterbinden.
Auf der Peloponnes erlangte Olympia mit der Zeit eine Delphi vergleichbare Bedeutung. Nachdem die Olympischen Spiele im 8. Jahrhundert v. Chr. dort begonnen hatten, nahmen seit Beginn des 6. Jahrhunderts unter der Aufsicht der als Hellanodiken bezeichneten Kampfrichter unter anderem auch die von Ferne anreisenden Griechen Ioniens und Unteritaliens an dem sportlichen Wettstreit teil.